# أبالاشيا (حقبة الحياة الوسطى)

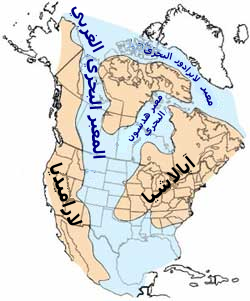

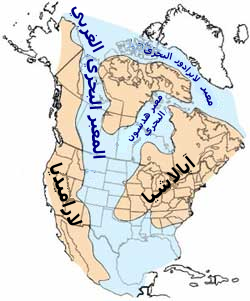

شكل النصف الشرقي من أمريكا الشمالية أبلاشيا (نسبة إلى جبال الأبلاش) خلال معظم العصر الطباشيري المتأخر (منذ 100.5 إلى 60 مليون عام)، وهي جزيرة منفصلة عن لاراميديا من الغرب من خلال الطريق البحري الغربي الداخلي. قسم هذا الطريق البحري أمريكا الشمالية إلى مجموعتين كبيرتين من الأراضي، بسبب الكثير من العوامل مثل التكتنة/ أو تشكل الصخور، وتقلبات مستوى سطح البحر لما يقرب من 40 مليون عام. توسع الطريق البحري في خاتمة المطاف، منقسمًا عبر الداكوتاتين، وبحلول نهاية العصر الطباشيري، تراجعت باتجاه خليج المكسيك وخليج هدسون. أدى ذلك غلى انضمام أراضي الجزيرة إلى أمريكا الشمالية مثلما تكونت جبال روكي. كانت أبلاشيا منفصلة عن بقية أمريكا الشمالية، منذ مرحلة السينوماني وحتى نهاية مرحلة الكامباني من العصر الطباشيري المتأخر. كما تراجع الطريق البحري الغربي الداخلي في الماسترخي، وارتبطت أبلاشيا ولاراميديا في خاتمة المطاف. عُزلت لهذا السبب مجموعتها الحيوانية، وتطورت بشكل مختلف جدًا عن التيرانوصورويدات، ومثيلات قرنيات الوجه، والهادروصوريات، وعظائيات سميكة الرأس، والأنكيلوصورات، وهي المجموعة الحيوانية المسيطرة للجانب الغربي من أمريكا الشمالية، المعروفة باسم «لاراميديا».
لم تنجو أي رواسب أرضية متشكلة، إذ تأتي أغلب بقايا الديناصورات من الهياكل البحرية والتي نُقلت إلى بيئات بحرية؛ وذلك نتيجة لحقيقة أن أبلاشيا كانت مسطحة إلى حد كبير، وعوامل التعرية أقل فيها مقارنة بلاراميديا. أُزيلت بعض الرواسب بسبب التعرية الجليدية خلال العصر الجليدي الأخير، لكن من الصعب التأكد من مقدار الرواسب التي أزيلت، أو ما إذا كانت تلك الرواسب تتمتع بإنتاجية أكبر من تلك المتبقية. وهكذا هناك القليل مما نعرفه بشكل نسبي عن أبلاشيا مقارنة مع لاراميديا، باستثناء الحياة النباتية، والحياة البحرية، والحشرات العالقة في الكهرمان من نيو جيرسي. إضافة إلى ذلك، أدى نقص الاهتمام بأبلاشيا إلى بقاء العديد من الحفريات التي عُثر عليها في أبلاشيا غير مدروسة، وبقيت مصنفة في فئة غير دقيقة والتي تعود إلى أيام إدوارد درينكر كوب، وأوثنييل تشارلز مارش. أعطتنا فقط قليلًا من حفريات المخلوقات الأرضية، التي عُثر عليها في تلك المنطقة، نظرة مختصرة على ما كانت عليه الحياة هنا خلال العصر الطباشيري. ومع ذلك شهدت المنطقة بعض الاهتمام من جديد، نتيجة للعديد من الاكتشافات التي تمت في السنوات القلية الماضية. وكما هو مذكور سابقًا، ليس هناك الكثير مما هو معروف عن أبلاشيا، لكن بعض المواقع الأحفورية قد أمدتنا بنظرة أفضل في علم الحفريات إلى هذا العالم المنسي، إلى جانب الأبحاث الجارية في المنطقة، مثل تكوين وودباين، وتكوين نافيسنك، وموقع إليسدال الأحفوري، والتكوين الطباشيري لموفيل، والتكوين الطباشيري لديموبوليس، ومجموعة بلاك كريك، وتكوين نيوبرارا.

## الجغرافيا
امتدت أبلاشيا من كيبك، ونيوفندلاند ولابرادور، على طول الطريق إلى شرق الولايات المتحدة، وغربًا إلى وسط غرب الولايات المتحدة. تشير الحفريات التي عُثر عليها في تلك المناطق إلى أن المنطقة كانت مغطاة بالسهول الساحلية والأراضي المنخفضة الساحلية خلال العصر الطباشيري. اقترح بعض العلماء فكرة تشكل أرخبيل من الجزر، خلال الوقت الذي فصل فيه الطريق البحري الغربي الداخلي بين لاراميديا وأبلاشيا، وحتى اقتراب نهاية العصر الطباشيري. وهذا من شأنه أن يسمح للديناصورات بالهجرة إلى ساحل الخليج، وربما قد يفسر سبب وجود بعض الفروق الملحوظة بين حيوانات المنطقة والتي تنقسم إلى مجموعتين في أبلاشيا.

## المدى
عُثر على حفريات الفقاريات على طول ساحل المحيط الأطلسي، بالإضافة غلى بعض الولايات الأخرى مثل ألاباما، وجورجيا، وكارولاينا الشمالية، وكارولاينا الجنوبية، وميسيسبي، وميسوري، وكنتاكي، وتينيسي، وكانساس، ونبراسكا، وأيوا، ومينيسوتا. واشتملت أجزاء من كندا، والتي كانت جزءًا من أبلاشيا خلال العصر الطباشيري، على مانيتوبا، وأونتاريو، وكيبك، ونونافوت، ونيو برونزويك، ونيوفندلان ولابرادور، ونوفا سكوشا.

## حيوانات المنطقة

### الديناصورات
كان يسكن أبلاشيا مجموعات متنوعة من الديناصورات، منذ مرحلة السينوماني وحتى مرحلة الماسترخي، والتي شملت الهادروصورويات، والهادروصوريات، وعظايا مدملكة، وليبتوسيراتوبسيات، وأورنيثوبودات غير محددة، وتيرانوصورويدات، ودرومايوصوريات، وأورنيثوميمدات، ومانيرابتورا غير محددة.

### الحياة البحرية
على الرغم من عدم معرفة الكثير حول الحيوانات البرية في منطقة أبلاشيا، وهو الأمر الذي حدث منذ وقت قريب، فإن علماء الحفريات قد درسوا جيدًا طوال سنوات الحياة البحرية التي وجدت في المنطقة، بالإضافة إلى الحياة التي وجدت بالقرب من الطريق البحري الغربي الداخلي. تشمل تلك النماذج من المواقع الأحفورية التي حافظت على بقايا الحياة البحرية منذ ذلك العصر، تكوين نيوبرارا، والتكوين الطباشيري لديموبوليس، والتكوين الطباشيري لموفيل، وهي مجرد أمثلة قليلة للمواقع الأحفورية التي نجحت في الحفاظت على بقايا الهياكل العظمية للعديد من الحيوانات البحرية من العصر الطباشيري. تشمل أمثلة الحيوانات البحرية التي عاشت بالقرب من أبلاشيا أسماك غضروفية، وأسماك عظمية، وسلحفاة بحرية، وبليزوصورات، وموزاصوريات، والتي كانت حيوانات مفترسة في بيئتها في ذلك الوقت.
استُخرجت بقايا الموزاصوريات من ميسوري. تنتشر حفريات الأسماك نوعصا ما في جميع أنحاء أبلاشيا، وخاصة في المناطق الوفيرة بالطين الجيري، والطفل الصفحي، والحجر الجيري. توجد حفريات الأسماك وكذلك العديد من الحيوانات البحرية للعصر الطباشيري، بوفرة إلى حد ما في مناطق مثل تكوين نيوبرارا في كانساس، والتي تتكون من الطفل الصفحي، والحجر الرملي، والحجر الجيري، وكذلك منطقة تكوين وودبوري في نيو جيرسي.

## الحياة النباتية
تحتوي المواقع الأحفورية من الجزء الجنوبي من أبلاشيا، وأماكن مثل ألاباما، والكارولنتين، على قدر ضئيل جدًا من حفريات نباتات العصر الطباشيري باستثناء جورجيا؛ في حين تحتوي الأجزاء الشمالية من أبلاشيا، مثل نيو جيرسي، وماريلند، وديلاوير، على سجل أفضل كثيرًا من ناحية الأنواع النباتية المكتشفة هناك، وخاصة مع مواقع أحفورية مثل موقع إليسدال الأحفوري، وهو ما أمدنا بلمحة أفضل عن عالم منسي. كشف التنقيب في موقع إليسدال الأحفوري عن وجود نباتات مثل التنوب، وميتاسكويا، وشجرة الزئبق، وربما القندل، كانت متوطنة في المنطقة خلال العصر الطباشيري المتأخر؛ مما يعنى أن البيئة خلال ذلك الوقت كانت غابة ساحلية بها أنواع قليلة من البيئات البحرية، وتتضمن كذلك مصب نهري، وبحيرة، وبيئة بحرية، وأخرى وبرية. كشفت حفريات النباتات الموجودة في الولايات المجاورة مثل ديلاوير وماريلند، عن توطن السرخسانية، وعاريات البذور، وكاسيات البذور في المنطقة بالفعل. اكتُشفت حفريات كاسيات البذور في تكوين داكوتا في نبراسكا. وكما هو مذكور سابقًا، تمتلك جورجيا سجل حفريات ثري للحياة النباتية، والذي يعود إلى العصر الطباشيري. تشتمل بعض الأمثلة للنباتات التي كانت موجودة في تلك الفترة على الصفصافية، والغارية، والسيكوياوات، والتوتية، والمخروطيات، والملبيغيات، وأحاديات الفلقة، والخلنجية، والدار صيني، والحوذانيات، والتورية، والسروية، والماغنولية، والنبقية. كشفت حفريات نباتات مينيسوتا عن وجود النخل السرخسي، ودائم الخضرة، والكُنباث، والغار، والسرخسانية، والصفصاف، والسيكوياوات، والحور، وشجرة الزنبق، والرمان في المنطقة خلال العصر الطباشيري. اكتُشفت أيضًا مجموعة هائلة من حبوب اللقاح المنقرضة، في الجنوب الشرقي للولايات المتحدة، مما يشير إلى وجود جغرافيا نباتية مميزة في شتى أنحاء المنطقة خلال العصر الطباشيري.